# Semàfors de Mortadel·lo i Filemó

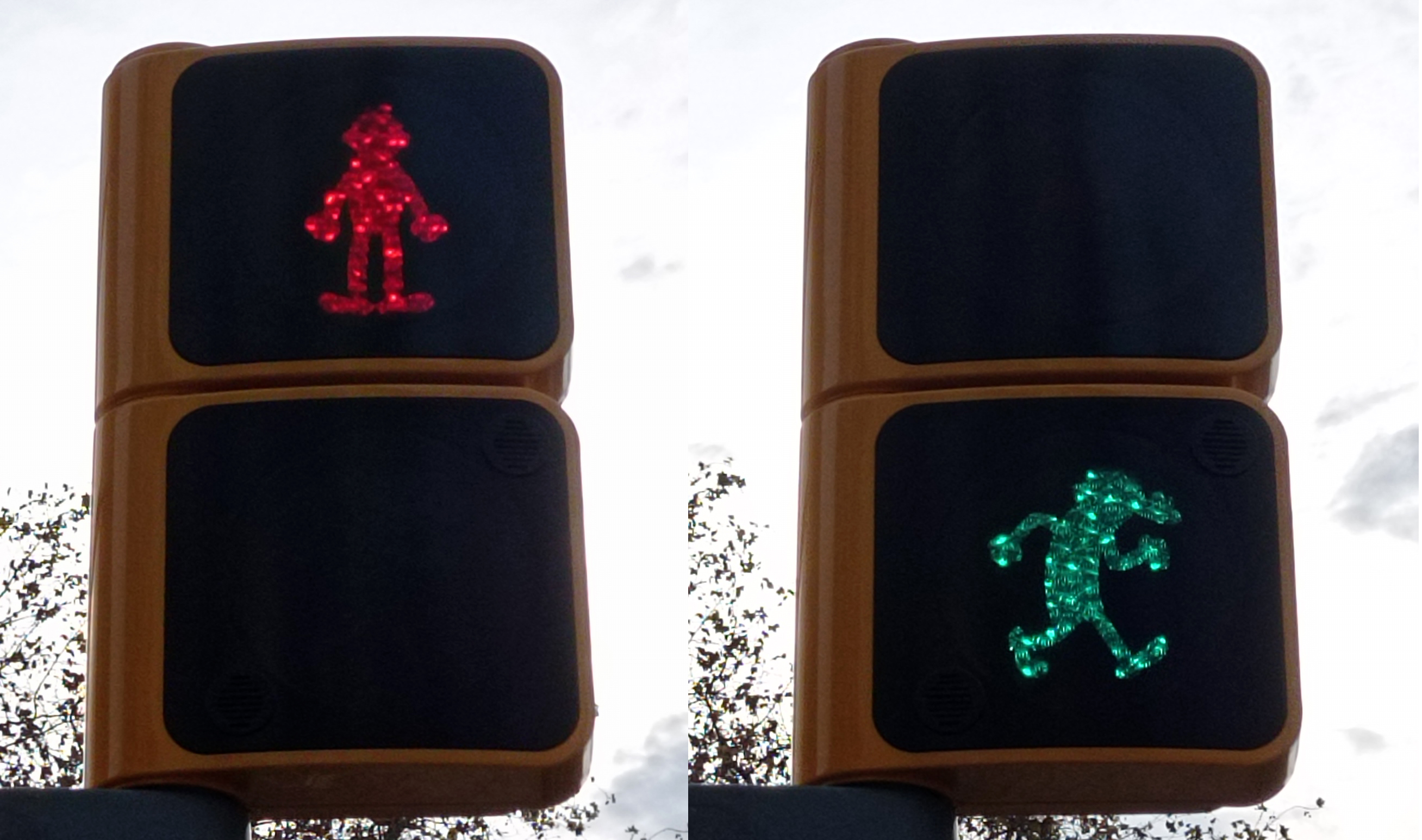
Semàfors de Mortadel·lo i Filemó a Plaça Catalunya

Els semàfors de Mortadel·lo i Filemó són uns semàfors de vianants que l'Ajuntament de Barcelona inaugurà com un homenatge pòstum al dibuixant Francisco Ibáñez.
Aquests semàfors tenen les mateixes característiques que els que s'instalen actualment a la ciutat de Barcelona: són grocs, amb leds, de policarbonats, amb un nucli d'alumini i estan equipats amb dispositius sonors per a invidents, però tenen com a característica diferencial que mostren la figura dels personatges més famosos del dibuixant, Mortadel·lo i Filemó. El color verd està representat amb la silueta de Mortadel·lo caminant i el color vermell amb la silueta de Filemó quiet.
Estan localitzats a les següents cantonades:
- A la cantonada entre els carrers Treball i Concili de Trento al barri de Sant Martí, al costat de la Biblioteca Gabriel García Márquez.[3] Inaugurats per l'alcalde Jaume Collboni el 22 d'octubre de 2023.
- A la cantonada de la ronda de Sant Pere amb Passeig de Gràcia al ser un espai cèntric de la ciutat. Inaugurats posteriorment.[4]
- A Gran Via de les Glòries Catalanes amb el carrer de Bac de Roda, un lloc pròxim on residia el dibuixant.
- A la cantonada del carrer Compte d'Urgell amb el carrer Manso per la seva proximitat amb el mercat del llibre dominical de Sant Antoni.[5]

Les ubicacions foren proposades per l'Associació de Veins i veïnes de Sant Martí de Provençals, l'Associació Profesional del Mercat Dominical del Llibre de Sant Antoni i la Colla Trabucaire de Sant Martí de Provençals.
La idea d'aquest homenatge sorgí de Francisco J. Ibáñez un professor de primària, @maestroconganas a la plataforma X, que va fer la proposta a través de l'esmentada xarxa social i que va tenir un ampli suport popular.